# Acantholaimus polydentatus
Acantholaimus polydentatus är en rundmaskart. Acantholaimus polydentatus ingår i släktet Acantholaimus, och familjen Comesomatidae. Arten är reproducerande i Sverige.